# 8143 Nezval
8143 Nezval (tên chỉ định: 1982 VN) là một tiểu hành tinh vành đai chính. Tiểu hành tinh này được Antonín Mrkos phát hiện tại Đài thiên văn Kleť gần České Budějovice, Cộng hòa Séc, ngày 11 tháng 11 năm 1982 và được đặt theo tên của Vítězslav Nezval.